# Pandemia de gripe A (H1N1) de 2009-2010 en Alemania
La pandemia de gripe A (H1N1), que se inició en 2009, entró en Alemania el 29 de abril del mismo año. La primera persona infectada de Alemania por esta pandemia fue una persona de Ratisbona, al norte de Múnich. De esta manera, Alemania se convirtió en el tercer país en reportar casos de gripe A en el continente europeo.

## Brote
Las autoridades sanitarias alemanas confirmaron el primer caso de gripe A (H1N1) en Baviera el 29 de abril de 2009. A lo largo del día se confirmaron otros dos casos, aumentando el número de afectados a tres. El Instituto Robert Koch confirmó en el día 1 de mayo el cuarto caso de gripe A en una enfermera de Baviera, que se contagió tras atender a un paciente portador del virus. Así se convirtió éste en el primer caso de contagio interno en Alemania. De igual manera, este caso pone en alerta a los organismos de salud alemanes, pues se podría pensar que la enfermera no estaba totalmente protegida contra el virus.
La enfermera que se contagió el 1 de mayo de 2009, dijo que aproximadamente las 10:00 horas (UTC+1) ya se sentía bien. A las 13:00 horas se informó de otro caso en Baviera, pero también éste dijo que se sentía bien.
El 2 de mayo de 2009, se registró el segundo caso de contagio interno en Alemania, sin haber viajado a países infectados. La persona infectada fue una mujer de Baviera, quien no estuvo previamente en México, pero sí tuvo contacto con una persona infectada con el virus H1N1. Con este caso, el Instituto Robert Koch ya había confirmado al 2 de mayo cuatro casos de personas infectadas en Alemania (tres de ellas en Baviera, y una en Hamburgo).
El 5 de mayo de 2009, un nuevo caso en Sajonia-Anhalt fue confirmado, aumentado los casos a 9 en Alemania. Dos días después (7 de mayo), otro nuevo caso en Sajonia-Anhalt fue reportado. Otro caso fue reportado el 8 de mayo en un hombre de Baviera que recientemente había regresado de los Estados Unidos.
El 11 de mayo de 2009, una mujer de 27 años de edad (que había pasado unas semanas en México, y había medicado a unos pacientes en un hospital) fue otra portadora del nuevo virus de gripe. Luego, el 15 de mayo una mujer y su hijo (oriundos de Sajonia-Anhalt) fueron infectados por su esposo y padre (respectivamente) que había regresado de México.
El 21 de mayo de 2009, un caso fue detectado en una mujer de 43 años de edad, en la localidad de Düsseldorf (Renania del Norte-Westfalia), luego de haber regresado de la Ciudad de Nueva York. Un día después, el Instituto Robert Koch dijo que su esposo también estaba contagiado. Luego se confirmó que su hijo también había sido infectado por sus padres, por lo que el número de casos en Alemania se incrementó a 17 hasta el 21 de mayo.
El 7 de junio de 2009, dos casos de gripe A (H1N1) entre soldados estadounidenses fueron confirmados en el centro médico de Landstuhl, según informó un vocero militar. También dijo que otros cuatro efectivos militares (dos de la Armada y dos de la Fuerza Aérea) serían casos "probables".
Hasta el 29 de abril de 2010 (fecha de la última actualización), Alemania confirmó 222.360 casos confirmados, y 254 muertes.

### Cierre de escuelas
El 11 de junio de 2009, las autoridades alemanas confirmaron 27 nuevos casos de gripe A (H1N1) en un colegio de Düsseldorf. Sin embargo, más tarde informaron que el número de niños infectados eran de al menos 46.
De esta manera, el colegio tuvo que ser cerrado por una semana, y los niños infectados fueron puestos en cuarentena. No obstante, el número de infectados en esa escuela podría ser mayor, ya que 2 de los casos confirmados allí se encontraban graves. Así fue como el número de casos confirmados en Alemania llegó a 117, coincidiendo en el mismo día que la OMS declaró pandemia mundial, pasando de la fase 5 a la fase 6.

### Vacunación
Con más de 15.000 contagios al 26 de agosto de 2009, y ningún fallecimiento por la gripe A hasta aquella fecha, el Gobierno alemán divulgó las directrices contra la pandemia. A pesar de que la vacuna aún no se encontraba lista hasta entonces, se dijo que se planeaba vacunar a unos 56 millones de personas, comenzando por los colectivos más expuestos: enfermos crónicos, personal médico, agentes de policía, y bomberos, con el simple objetivo de una vacunación universal a largo plazo.

### Muertes
La primera muerte por esta gripe en Alemania fue registrada el 26 de septiembre de 2009, cuando una mujer de 36 años murió en un hospital de Fráncfort del Meno al tener varias complicaciones que le ocasionaron el descenso.